# Aleksandrowo (obwód Burgas)
Aleksandrowo (bułg. Александрово) – wieś w Bułgarii, w obwodzie Burgas, w gminie Pomorie. W 2023 roku liczyła 122 mieszkańców.